# Präsidentschaftswahlen in der Ukraine
Die Wahlen zum Präsidenten der Ukraine fanden bzw. finden statt:
- 1991, siehe Präsidentschaftswahl in der Ukraine 1991
- 1994, siehe Präsidentschaftswahl in der Ukraine 1994
- 1999, siehe Präsidentschaftswahl in der Ukraine 1999
- 2004, siehe Präsidentschaftswahl in der Ukraine 2004
  - der ersten Stichwahl am 21. November 2004 folgte die Orangefarbene Revolution; es kam zu einer Wiederholungswahl am 26. Dezember 2004 unter Anwesenheit von rund 12.000 internationalen Wahlbeobachtern
- 2010, siehe Präsidentschaftswahl in der Ukraine 2010
- 2014, siehe Präsidentschaftswahl in der Ukraine 2014
- 2019, siehe Präsidentschaftswahl in der Ukraine 2019
  - Gemäß Verfassung fand 2024 im Krieg keine Wahl statt